# Aloza amerykańska
Aloza amerykańska, złotośledź, szed, szad, aloza wielka (Alosa sapidissima) – gatunek anadromicznej ryby z rodziny śledziowatych (Clupeidae).

## Zasięg występowania
Północno-zachodni Atlantyk od Nowej Fundlandii, Rzeki Świętego Wawrzyńca i Nowej Szkocji na północy po Florydę na południu. Introdukowana do rzek Sacramento w Kalifornii i Kolumbia, obecnie występuje na obszarze od estuarium Cook Inlet na Alasce po Dolną Kalifornię w Meksyku oraz na Kamczatce.
Większość życia spędza w morzu, na szelfie kontynentalnym na głębokości 0–250 m (max. 375 m), również w wodach słonawych. tworzy jednowiekowe "szkoły". Na tarło wchodzi do rzek.

## Charakterystyka
Osiąga średnio 50 cm długości (samce maksymalnie 76 cm, samice maksymalnie 61,7 cm). Maksymalna masa ciała do 5,5 kg. Liczba kręgów 51–60. Ciało umiarkowanie spłaszczone, klin na brzuchu wyraźny. Szczęka dolna nie wystaje za szczękę górną. Wzdłuż linii bocznej 52–64 łuski, pionowo 15–16 łusek. Na górnej części pierwszej pary łuków skrzelowych 59–73 cienkie i wydłużone wyrostki filtracyjne (u młodych osobników mniej). W płetwie grzbietowej 15–19 promieni, w płetwie odbytowej 18–24 promienie. W płetwach piersiowych 14–18 promieni, w płetwach brzusznych 9 promieni.
Ubarwienie srebrzyste z metalicznym, niebieskim lub niebiesko-zielonym połyskiem. Na bokach ciemna plamka, czasem więcej, nawet w dwóch rzędach.

## Odżywianie
Żywi się planktonem, głównie widłonogami i lasonogami, owadami, okazjonalnie również niewielkimi rybami. Młode osobniki w rzekach zjadają larwy ochotkowatych. W czasie wędrówek na tarło przerywa żerowanie, które wznawia w czasie spływu do morza.
Jest zjadana przez inne ryby oraz płetwonogie. Pasożytami są nicienie, widłonogi, przywry i kolcogłowy.

## Rozmnażanie
Dojrzałość płciową osiąga w wieku 2–5 lat, przy długości 38–48,5 cm.
Na Florydzie do rzek wchodzi już w XI, na północy pod koniec V lub w VI, zależy to od temperatury wody (szczyt migracji przypada na temp 18,5 °C). Niektóre osobniki trą się zaraz po wejściu do rzeki, inne wędrują nawet do 630 km w górę do tarlisk. Trze się wiosną i wczesnym latem przy temperaturze 12–21 °C (8–26 °C) (w rzece Delaware w V–VII, w rzece Świętego Jana w II–IV). Tarło zaczyna się o zachodzie słońca i trwa do północy. Para ryb pływa blisko siebie aż w końcu tarlaki uwalniają ikrę i mlecz. Zaraz po tarle tarlaki spływają do morza.
Ikra ma kształt kulisty, jest przezroczysta, gładka, nie lepka. Żółtko jest wyraźnie ziarniste, zajmuje około 1/2 średnicy jaja.
Wylęg w temp. 24° c następuje po 2 dniach, w temp. 23,3 °C po 3, w 15,5 °C po 7, w 13,3 °C po 11, w 12 °C po 13 i pół – 17. Przy długości 20–30 mm narybek formuje stada i zaczyna spływ ku morzu, do którego dociera przed jesienią. Żyje do 13 lat.

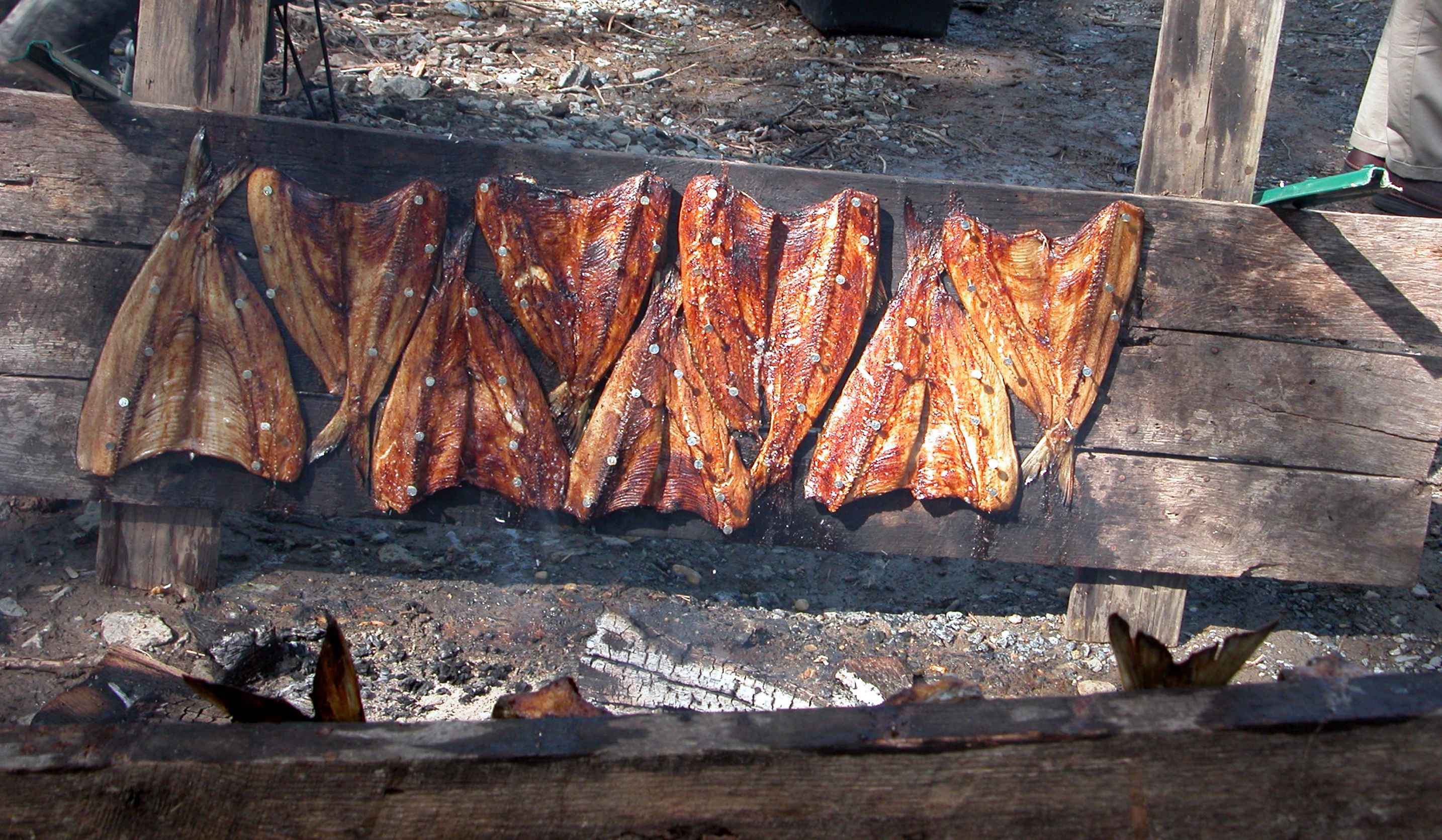
Wędzona aloza

## Znaczenie gospodarcze
Łowiona przez wędkarzy i rybaków w czasie migracji do rzek. Sprzedawana świeża, solona lub wędzona, ceniona również ikra.